# 杀生 (电影)
《杀生》（Design Of Death）是一部管虎编剧、执导的中国剧情片，改编自陈铁军的中篇小说《设计死亡》。中国於2012年4月28日上映。

## 剧情简介
在中国西南部，有一个与世隔绝、群山环抱的小镇，因该镇是人皆长寿、规矩自成之地，清朝皇帝赐名为“长寿镇”。
镇上有一个行事放纵、桀骜不驯的村民叫“牛结实”，被镇民视为异类。因他做出了许多不合镇上规矩的行为，便遭到镇上各路人马的围剿。
然而，不合鎮上規矩的行為是什麼呢？例如：
鎮上有一個傳統習俗，在女人守寡守孝後，就要隨波逐流陪葬於湖底，但是牛結實卻在眾目睽睽下游泳將寡婦救上岸，背她回家把他救活細心照顧…
後來那個寡婦還懷上了他的孩子。
鎮上的人都很窮。一日晚間，牛結石拿著金銀珠寶分送鄉親，鄉親們圍觀喜悅，牛結實立馬成為受歡迎的紅人，就在鄉親們充滿歡欣而好奇地問：「你這些東西哪來的呀？」牛結實開心的說：「這都是你們自家的呀」（挖祖墳）頓時嚇散眾人…
鎮上的人都很保守。一日，牛結實在獸醫那裏看馬和驢子交配，方法是讓馬驢服用強力春藥；結果牛結實將藥奪了去，聲言借來用用，哪知他竟然將大量春藥全部倒入水源，鎮民們不知仍如常取水…
諸如此類，鎮民實在忍無可忍，但是趕不走、甩不掉、殺不了…，鎮上的牛醫師年少時家中也曾受結實所害，使用「意念」一招。結合全村的演技、讓牛結實認為自己不行了，他就真的不行了。
然而牛結實畢竟不是普通人，弄得全鎮作假一起受罪，連鎮長自己都做到冒寒淋雨損及陽壽的地步，鎮民忍無可忍準備將怨氣發在牛結實未出生的孩子上，牛結實心中不忍，拉著自製的藍色小棺材向眾人叩頭，請大家別傷害無辜生命，他會自我了結…

## 演员表
| 演員   | 角色         | 備註 |
| 黄渤   | 牛結實       | 馬寡婦救命恩人 被醫生“我”發現死於村外山崖的棺材內                                                                                |
| 任达华 | 医生“我”     | 入長壽村查明瘟疫一事 |
| 余男   | 马寡妇       | 老祖遺孀，原按照村規須一同殉葬，但被結實所救 平時以手語方式溝通，不曾開口說話， 因村民逼迫，想放棄自己孩子來救結實，後被結實發現 |
| 苏有朋 | 牛醫生       | 原長壽村牛娃子，離村發展學醫，被鎮長請回村幫忙想辦法治牛結實                                                                     |
| 马精武 | 长寿镇镇长   | 與醫生“我”表示結實死於村內瘟疫                                                                                                   |
| 梁静   | 长寿镇接生婆 | 想處死馬寡婦卻被結實阻止 厭惡與村內老舊觀念不合的結實                                                                            |

## 创作
管虎在2005年看到原著《设计死亡》时，便被书中富有寓言性的故事所吸引，由此萌生了改拍成电影的念头。2011年拍摄于四川省阿坝藏族羌族自治州理县桃坪羌寨（鄰近汶川县）。

## 评价
影片得到了两极化评价，有人赞其具备创新与思想性，有人批故事没有逻辑性。

## 奖项
入圍：
- 第49届金马奖最佳改编剧本：管虎
- 第49届金马奖最佳摄影：宋晓飞
- 第49届金马奖造型设计：林木
- 第49届金马奖音效：董旭

得獎：
- 第49届金马奖最佳女配角奖：梁静
- 第49届金马奖美术设计奖：林木
- 第4屆中国電影導演協會年度男演員：黃渤